# Okehampton Castle
Okehampton Castle er en middelalder-motte and bailey-fæstning Devon i England. Den blev opført mellem 1068 og 1086 af Baldwin FitzGilbert efter et oprør i Devon mod det normanniske styre, og det blev centrum for jarldømmet Devon, hvor den forsvarede et overgangssted ved West Okement River. Den var i brug til slutningen af 1200-tallet, hvor fæstningens ejere, de Courtenays, blev jarler af Devon. Med deres nye rigdom ombyggede de fæstningen til et luksuriøst jagtslot og opførte en ny dyrehave mod syd fra borgen, og de opførte moderne boliger lagt efter udsigten. Huset de Courtenays blomstrede og borgen blev udvidet yderligere til det stadig større hushold.
Familien var stærkt involveret i 1400-tallet i rosekrigene og Okehampton Castle blev ofte konfiskeret. Ved begyndelsen af 1500-tallet var borgen stadig i god stand, men efter Henry Courtenay blev henrettet af Henrik 8. blev ejendommen forladt og fik lov at forfalde, mens parken blev lejet ud af kronen. Dele af borgen blev genbrugt til et bageri i 1600-tallet, men i 1800-tallet var den forfaldet fuldstændigt, og den blev et populært motiv for malere som J. M. W. Turner. I 1900-tallet begyndte man at renovere ruinen, først under privat ejerskab, og herefter af staten. I 2000-tallet bliver ruinen drevet af English Heritage som turistattraktion.